# Vionville
Vionville era una comuna francesa, situada en el departamento de Mosela, de la región del
Gran Este, que el 1 de enero de 2019 pasó a ser una comuna delegada de la comuna nueva de Rezonville-Vionville.

## Geografía
Está ubicada a 18 km al oeste de Metz, fronteriza con el departamento de Meurthe y Mosela.

## Historia
La villa dependía de la antigua Terre de Gorze cuyos señores eran los Condes de Bar. Vionville fue escenario de intensos combates durante la guerra franco-prusiana de 1870. De 1871 a 1919, Vionville formó parte del Territorio de Alsacia y Lorena en el Imperio alemán.
La ciudad volvió a ser escenario de intensos combates durante la Batalla de Metz en septiembre de 19444 .
El 1 de enero de 2019 pasó a ser una comuna delegada de la comuna nueva de Rezonville-Vionville al fusionarse con la comuna vecina de Rezonville.

## Demografía
| 167 | 167 | 142 | 151 | 129 | 145 | 167 | 186 |
| Para los censos de 1962 a 1999 la población legal corresponde a la población sin duplicidades (Fuente: INSEE [Consultar]) |     |     |     |     |     |     |     |